# ヴァン・グリ
ヴァン・グリ(vin gris)は、黒ぶどう（赤ぶどう）から造られる白ワインのことである。
赤ワインは、ぶどうの破砕後、果皮や種子、花軸（茎）などを残して醸造するために、果皮からアントシアニンなどの色素が醸造中に抽出されて赤い色になるが、果肉はほとんど無色のため、破砕後、果汁だけをステンレスタンクで醸造すると、無色、明るい黄色または黄緑色のワインになる。
主にフランスの北部地方、特にロレーヌ地方で、作られ、品種はピノ・ノワールかガメによる。なお、シャンパーニュ地方で作られるシャンペンにも、黒ぶどうのピノ・ノワールまたはピノ・ムニエ種で作られる白がある。
白ぶどうで造られる白ワインは、ブラン・ド・ブラン(Blanc de blanc)という。さらに、ピノ・グリなどの灰色ぶどう（藤色やピンクなどのぶどう）で造られる白ワインをグリ・ド・グリ(gris de gris)という。
脚注
1. ↑  “¿Sabes qué tipo de vino es el vino gris? - CataDelVino.com” (スペイン語). www.catadelvino.com. 2025年2月15日閲覧。